# PIPA
PROTECT Intellectual Property Act, съкратено PROTECT IP Act или PIPA, с пълно име Закон от 2011 г. за предотвратяване на реални заплахи за икономическия и творчески потенциал и за кражбата на интелектуална собственост; на английски: Preventing Real Online Threats to Economic Creativity and Theft of Intellectual Property Act of 2011, с регистриран в Сената на САЩ под № 968 (Senate Bill 968), е американски законопроект.
Неговата заявена цел е да даде възможност на правителството на САЩ и притежателите на авторски права (чрез допълнителен инструментариум) да блокират (спират и свалят) „измамнически сайтове, предлагащи контрафакти (фалшива информация според субективната преценка на американските полицейски служби за борба срещу нарушаване на правата върху интелектуалната собственост) и нарушаващи авторските права“, в частност регистрирани и опериращи на/от територията на САЩ.
Законопроектът е внесен в американския сенат на 12 май 2011 г. от сенатора Патрик Лехи съвместно с още 11 негови колеги-съавтори и сенатори от неговата партия. Преминава през гласуване в правния комитет на Сената, но внасянето му за приемане в Палатата е блокирано от сенатора-юрист Рон Уайден. Според предварителна информация към дата 17 декември 2011 г., този законопроект получава подкрепата на 40 сенатори от партията.
Законопроектът представлява подобрена версия на провалилия се предходен законопроект Combating Online Infringement and Counterfeits Act (COICA) от 2010 г. Сходен и донякъде аналогичен законопроект е последвалия Stop Online Piracy Act (SOPA), който е внесен на 26 октомври 2011 г. в камарата на представителите. .
Лидерът на мнозинството в Сената – Хари Рид, изпърво насрочва гласуване на законопроекта на 24 януари 2012 г. , но в резултат от последвалата в Интернет на 18 януари 2012 г. протесна акция в целия свят срещу лобисткия законопроект, гласуването му е отложено за неопределено време – с мотив: до разрешаване на противоречията.
Сред противниците на лобисткия законопроект са Google, Facebook, Twitter, Фондация Уикимедия и много други.